# تانگ ییشین
تانگ ییشین (چینی: 唐艺昕؛ زادهٔ ۹ دسامبر ۱۹۸۷) بازیگر اهل چین است.
از فیلم‌ها یا مجموعه‌های تلویزیونی که وی در آن‌ها نقش داشته است، می‌توان سفر به غرب: چیرگی بر ارواح خبیث، دوران طلایی، هشتصد و همسران امپراتور در قصر را نام برد.